# Die 6-Uhr-13-Bahn
Die 6-Uhr-13-Bahn ist ein Album des Berliner Komponisten und Sängers Reinhard Lakomy und Monika Ehrhardt (Texte) von 1993.

## Vorgeschichte
Reinhard Lakomy hatte bis 1977 für Film- und Fernsehen komponiert und  4 Alben und ein Best-of-Album mit von ihm interpretierten Liedern veröffentlicht. Dann widmete er sich anderen Musikrichtungen, vornehmlich der Musik mit elektronischen Mitteln und der besonderen Musik für Kinder (Texte Monika Ehrhardt). Die nach der deutschen Einheit eingetretenen Veränderungen veranlassten Reinhard Lakomy, noch einmal als Sänger für Erwachsene in Erscheinung zu treten (letztmalig).

## Entstehungsgeschichte
Das Album Die 6-Uhr-13-Bahn wurde im Februar 1993 im Tonstudio von Reinhard Lakomy aufgenommen. Sämtliche Texte wurden von Lakomys Texterin und Ehefrau Monika Ehrhardt verfasst. Die Texte und die Musik fingen den damaligen Zeitgeist ein und die Befindlichkeiten vieler Bürger nach der Wende, sie sind heute immer noch aktuell. Die elektrische Gitarre wurde von Michael von Zötl aus Kiel eingespielt.
Das Album sollte ursprünglich über das Label Deutsche Schallplatte gepresst werden, doch diese lehnten das Album ab, weil es sich „nicht gesamtdeutsch verkaufen“ ließe.  Stattdessen erschien das Album im März 1993 auf dem Label Nebelhorn im Vertrieb von Buschfunk. Nachauflage 2020 Label Lacky Music, Vertrieb Brokensilence, Hamburg.
Nachdem der damalige Bundespräsident Richard von Weizsäcker den Liedtext von „Grüner Baum“ von Monika Ehrhardt gelesen hatte (Herbst 1990), schrieb er ihr: „Das Gedicht berührt mich sehr. Es ist aufrichtig und gibt unsere Situation, wie ich finde, in bewegender Weise wieder.“ Dieses Gedicht wurde der erste Text zum Album.

## Texte
Monika Ehrhardt beschrieb in mehreren Liedern die damaligen Lebensumstände in Ostdeutschland nach der Wende.
Die CD beginnt mit einem Sample von Dr. Sabine Bergmann-Pohl aus der Abstimmung über den Einigungsvertrag in der Volkskammer. Lakomys Vertonung und Interpretation ist  direkt, zornig, zärtlich, zeigt offen seine Emotionen. Unter anderem handeln die  Texte davon, dass viele Menschen nun keine Arbeit mehr haben (Die 6-Uhr-13-Bahn), dass man als Fischer in der Ostsee fast kein Geld mehr verdient, sondern auf Tourismus Wert legen muss (Der blaue Kutter), und dass die Heimat für viele Menschen in der ehemaligen DDR nun teilweise fremd geworden ist (Grüner Baum).
Kritiker warfen ihm damals auf der Grundlage der Texte Monika Ehrhardt vor, mit dieser Veröffentlichung Teil der sogenannten Ostalgie zu sein. Lakomy entgegnete ihnen, es sei nun mal ein Zeitdokument.

## Titelliste
1. Grüner Baum – 3:28
2. Alles Stasi, außer Mutti – 3:43
3. Im Casino brennt noch Licht – 2;38
4. Der Wind weht, wo er will – 4:48
5. Laß doch die Sterne – 3:07
6. Der blaue Kutter – 3:19
7. Nach dem Regen – 4:15
8. Golf in Motzen – 3:53
9. Tini-Baby – 3:15
10. Die 6-Uhr-13-Bahn – 3:50
11. Novembermond in Berlin – 3:25
12. Epilog (Instrumental) – 5:56